# Casas de Esper
Casas de Esper es una localidad del municipio de Ardisa, en la provincia de Zaragoza, en la provincia de Zaragoza. Pertenece a la comarca de las Cinco Villas, en la comunidad autónoma de Aragón.